# Jerzy Skąpski

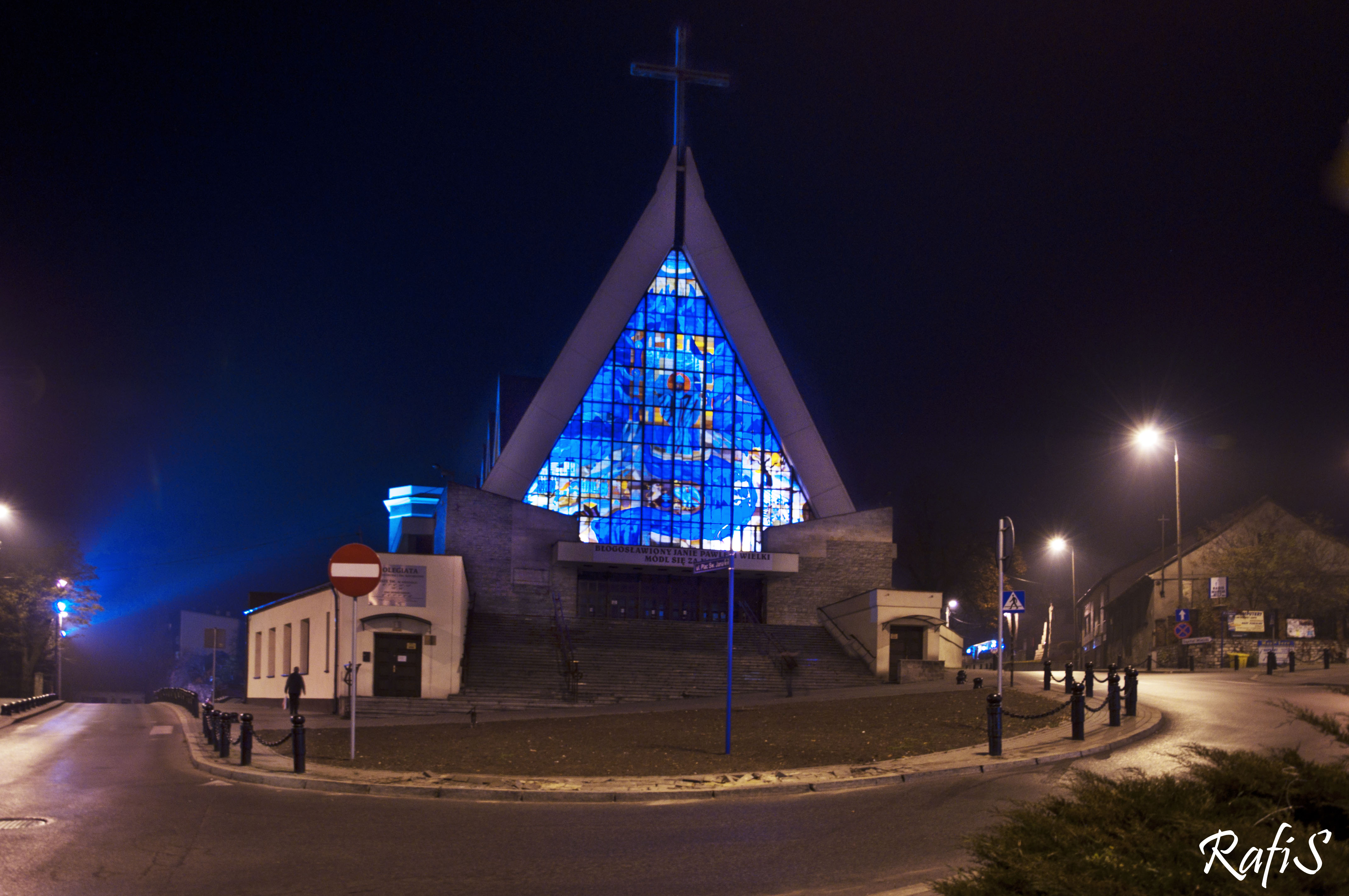
Fasada kolegiaty św. Wojciecha i św. Katarzyny w Jaworznie nocą, witraż przedstawiający św. Wojciecha projektu Jerzego Skąpskiego (2011)

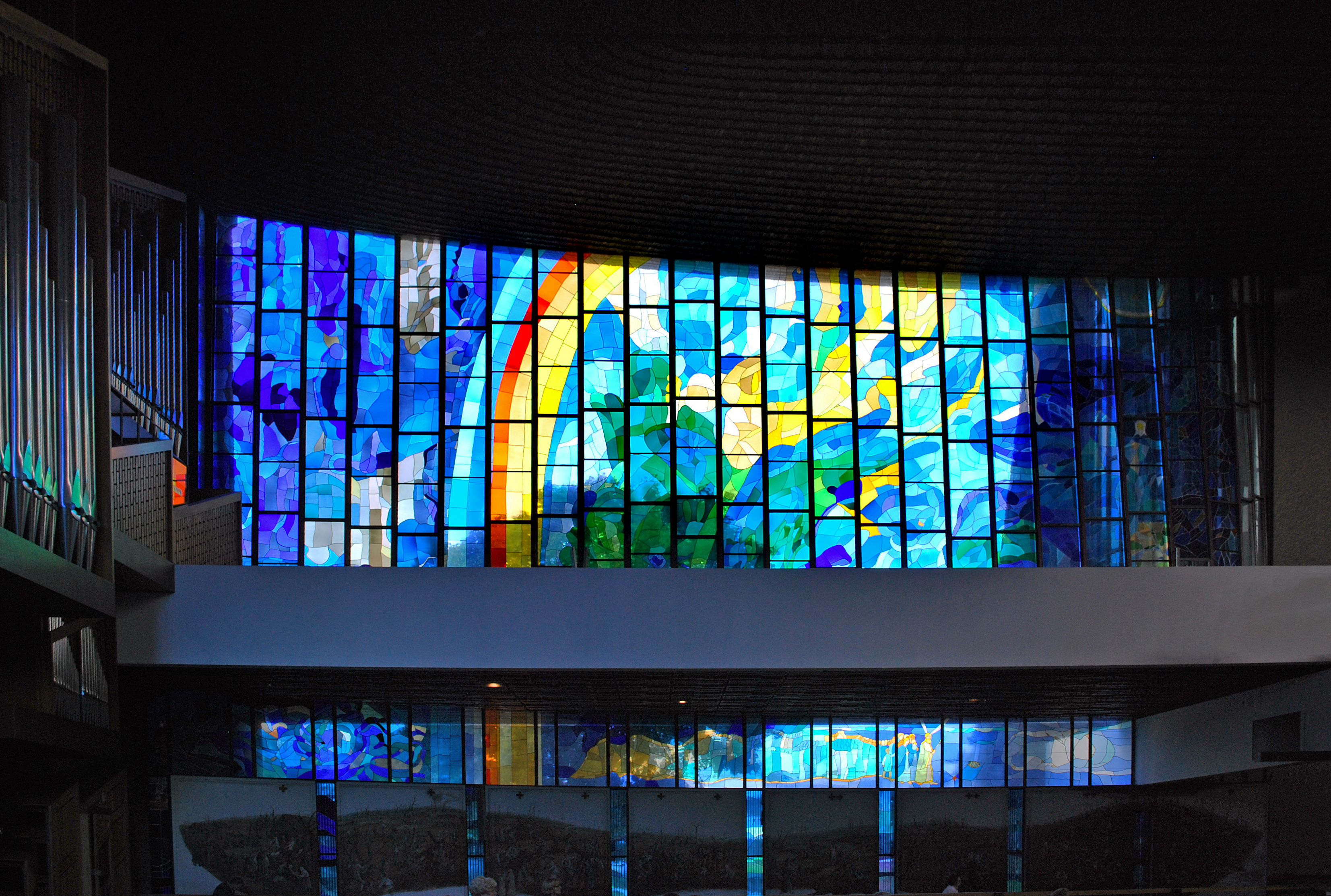
Witraż w kościele Arka Pana w Nowej Hucie

Herb biskupi (potem papieski) Karola Wojtyły projektu Jerzego Skąpskiego

Jerzy Skąpski (ur. 18 sierpnia 1933 w Hebdowie pod Krakowem, zm. 17 maja 2020 w Krakowie) – polski artysta malarz, grafik i projektant witraży. 

## Życiorys
W latach 1952–1958 studiował na Akademii Sztuk Pięknych w Krakowie u profesora Emila Krchy, Macieja Makarewicza, Ludwika Gardowskiego, w którego pracowni drzeworytu uzyskał dyplom, a także u Adama Stalony-Dobrzańskiego, który wprowadził go w witraż monumentalny. W roku 1958 wstąpił do Związku Polskich Artystów Plastyków. W 1974 r. odbył studia nad mozaiką, jako stypendysta Centro Incontri e Studi Europei w Rzymie.
W latach 1962–1996 związany z redakcją „Tygodnika Powszechnego”.
Od 1994 członek Zakonu Rycerskiego Świętego Łazarza z Jerozolimy.

## Twórczość
Prace Jerzego Skąpskiego znajdują się w Muzeum Narodowym w Krakowie, Muzeum w Lublinie, Éditions du Dialogue w Paryżu, Johnson's Collection w Chicago, klasztorze ss. Klarysek w Kevelaer, kościele w Mangula (Zimbabwe), Instytucie Jad Waszem w Jerozolimie, Białym Domu w Waszyngtonie oraz w Muzeum Archidiecezjalnym w Krakowie. 

### Witraże[2]
Jerzy Skąpski jest autorem licznych witraży, w tym sakralnych witraży monumentalnych (łącznie ponad 800 sztuk). Umiejscawia się go pośród artystów realizujących największe przeszklenia w Europie. Współpracuje z krakowską pracownią witraży Macieja Szwagierczaka – TESTOR.
Jego prace można zobaczyć  m.in.:
w Krakowie:
- kościół Matki Boskiej Królowej Polski – Arka Pana, ul. Obrońców Krzyża, Nowa Huta[5],
- kościół Najświętszego Serca Pana Jezusa, ul. Ludźmierska, Nowa Huta
- Kościół Miłosierdzia Bożego w Krakowie os. Na Wzgórzach, Nowa Huta
- kościół św. Jadwigi Królowej, ul. Łokietka[6],
- Hospicjum św. Łazarza, ul. Fatimska 17

w Warszawie:
- kościół Opatrzności Bożej na Ochocie,
- kościół Matki Boskiej Anielskiej na Wierzbnie,
- kościół Królowej Aniołów na Bemowie,

w Białymstoku:
- kościół Najświętszej Maryi Panny Matki Kościoła,
- kościół św. Jadwigi Królowej,

w Gdyni:
- kościół Stella Maris,
- kościół Garnizonowy Marynarki Wojennej Matki Boskiej Częstochowskiej

w Głogowie – w kościele NMP Królowej Polski
w Jaworznie – w kolegiacie św. Wojciecha i św. Katarzyny,
w Oświęcimiu – kościół pw. Św. Maksymiliana Kolbe,
w Zakopanem – kościół Św. Krzyża
w Krynicy Morskiej – Piaskach – kościół Gwiazdy Morza,
w Delastowicach - kościół pw. Najświętszego Serca Pana Jezusa 
Za granicą: w Paryżu, Sundsvall (Szwecja) i w Tambowie (Rosja).  

### Malarstwo[7]
Cykle obrazów:
- „Thelonious Monk” – cykl obrazów z lat 1957–1962
- „Tygodnik Powszechny” – cykl obrazów z lat 1966–1984
- „Matki Polskie Ludowe” – cykl otwarty, tworzony od roku 1976
- „Ukrzyżowania” – cykl powstały w latach 1975–1984
- „Hebdoviana” – cykl obrazów powstający od 1991 r.
- „Boże Narodzenie według Marii Valtorty” – obrazy z lat 1996–2014
- „Moi sąsiedzi z Półrzeczek” – lata 1970–1984
- „Łeba” – cykl obrazów z roku 2001
- Pejzaże i studia z natury – lata 1970-2017

### Plakat
- „Prawda Siłą Pokoju” – 1979 r.
- Plakat „Każdy dzień Oświęcimia” (1974 r.) znajdujący się w zbiorach Muzeum Instytutu Jad Waszem w Jerozolimie oraz w Białym Domu w Waszyngtonie
- Plakaty okolicznościowe

### Forma graficzna
- Drobne formy graficzne, np. rysunki do „Mszalika Benedyktyńskiego”
- Rysunki i okładki dla wydawnictwa Znak
- Ilustracje do książek poetyckich Jana Lohmanna
- Ilustracje do wydawnictw poetyckich ks. Jana Twardowskiego
- Herb dla arcybiskupa Karola Wojtyły, który stał się herbem papieskim Jana Pawła II
- „Laurki” z okazji Świąt i szczególnych uroczystości wręczane przez zespół Tygodnika Powszechnego papieżowi Janowi Pawłowi II – rysunki pędzlem i tuszem

## Odznaczenia
- 2020: Medal Per Artem ad Deum[8]

## Źródła
- Praca zbiorowa Encyklopedia Krakowa, wydawca Biblioteka Kraków i Muzeum Krakowa, Kraków 2023, ISBN 978-83-66253-46-9